# Knappschaft Kliniken Dortmund
Die Knappschaft Kliniken Dortmund in den Knappschaft Kliniken Westfalen zählen zu  Akutkrankenhäusern im Dortmunder Stadtteil Brackel. Das Hospital verfügt über 19 Fachzentren und 19 Fachkliniken und 489 Betten. Hinzu kommen Betten für Neugeborene. Die Kliniken sind akademische Lehrkrankenhäuser der Ruhr-Universität Bochum.

## Geschichte
Knappschaftskrankenhäuser dienten ursprünglich der medizinischen Versorgung von Bergleuten. Die Planungen, in Dortmund für die Bergleute der hier ehemals ansässigen Zechen ein Krankenhaus zu errichten, gehen bis in die Zeit vor dem Ersten Weltkrieg zurück. 1913 beschloss der Knappschaftsverein den Bau von insgesamt zehn Krankenhäusern mit Kapazitäten von jeweils 300 Betten, eines davon sollte in Dortmund entstehen. Der Erste Weltkrieg und der Zweite Weltkrieg verhinderten die Realisierung des Projekts. Erst 1949 wurde die Idee erneut aufgegriffen. Die Ruhrknappschaft (heute Knappschaft) beschloss den Neubau eines Krankenhauses am heutigen Standort Brackel. Anfang 1955 wurde der erste Bauabschnitt fertiggestellt und am 11. Juli 1958 wurde das Hospital eröffnet.
Seit 2010 gehören die Knappschaft Kliniken Dortmund neben den Knappschaft Kliniken Lünen, den Knappschaft Kliniken Lütgendortmund und den Knappschaft Kliniken Kamen zu den Knappschaft Kliniken Westfalen.

## Medizinische Versorgung
Das Krankenhaus verfügt über die folgenden Kliniken und medizinische Abteilungen:
- Klinik für Anästhesie und Intensivmedizin
- Klinik für Allgemein- und Viszeralchirurgie, Proktologie
- Klinik für Unfall- und Handchirurgie, Kindertraumatologie
- Klinik für Gefäßchirurgie
- Abteilung für Sportmedizin
- Klinik für Angiologie
- Frauenklinik / Geburtshilfe
- Medizinische Klinik / Innere Medizin
- Neurologische Klinik
- Orthopädische Klinik
- Klinik für Kardiologie
- Klinik für Onkologie, Hämatologie und Palliativmedizin
- Klinik für Radiologie
- Klinik für Radioonkologie und Strahlentherapie
- Klinik für Urologie und Kinderurologie
- Klinik für Nuklearmedizin
- Klinik für Pneumologie
- Klinik für Plastische Chirurgie

Als besondere Schwerpunkte des Krankenhauses sind folgende spezifische
Leistungen zu nennen:
- Darmkrebszentrum (viertes zertifiziertes Darmzentrum in Deutschland)
- Prostatakrebszentrum (achtes zertifiziertes Prostatazentrum in Deutschland)
- Brustkrebszentrum
- Lungenkrebszentrum
- Weaningzentrum
- ECMO-Zentrum
- Herzzentrum
- Endoprothetikzentrum der Maximalversorgung
- Schilddrüsenzentrum
- Wirbelsäulenzentrum
- Zentrum für minimalinvasive und robotisch unterstützte Chirurgie